# First Special Service Force
Die First Special Service Force (FSSF; Spitzname: Devil’s Brigade bzw. The Black Devils, deutsch „Teufelsbrigade“ bzw. „Die schwarzen Teufel“) war eine US-amerikanisch/kanadische Spezialeinheit im Zweiten Weltkrieg. Sie gilt als Vorläuferin der US-amerikanischen Special Forces („Green Berets“) und der kanadischen Special Operations Forces.

## Geschichte

### Aufstellung
Die Aufstellung der Einheit geht auf eine Idee des britischen Wissenschaftlers Geoffrey Pyke, eines Beraters des britischen Combined Operations Headquarters, zur Kommandokriegführung im besetzten Europa mit Hilfe von Schneemobilen zurück, die dieser im März 1942 dem Leiter der Combined Operations, Admiral Louis Mountbatten, unterbreitete. Dieses sogenannte Project Plough, das unter anderem den Aufbau einer Operationsbasis auf dem norwegischen Gletscher Jostedalsbreen vorsah, fand auch bei Premierminister Winston Churchill wohlwollende Aufnahme und wurde in der Folge den Alliierten vorgestellt. Der amerikanische Chief of Staff of the Army George C. Marshall autorisierte daraufhin im April 1942 die Entwicklung eines entsprechenden Spezialfahrzeugs, des späteren M29 Weasel. Der Chef der Operations Division des amerikanischen War Department, Dwight D. Eisenhower, beauftragte seinen Mitarbeiter Oberstleutnant Robert T. Frederick mit der Erstellung von Machbarkeitsstudien über das Projekt. Obwohl diese überwiegend negativ ausfielen, wurde Frederick in der Folge mit der Aufstellung einer gemischtnationalen Spezialeinheit beauftragt. Für diese wurden anfangs neben amerikanischen und kanadischen auch britische und norwegische Soldaten in Betracht gezogen, wobei die letzteren beiden Nationen jedoch absagten.

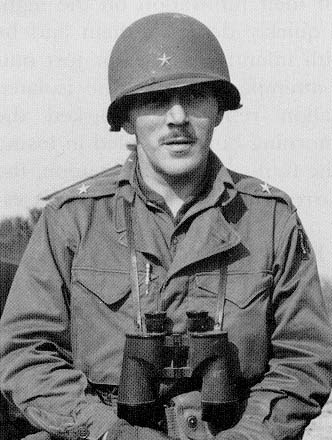
Robert T. Frederick als Brigadegeneral

Am 19. Juli 1942 wurde die First Special Service Force im Fort William Henry Harrison, Helena, Montana, aktiviert. Nach Fredericks Plänen umfasste sie drei Regimenter zu je zwei Bataillonen sowie ein service battalion, wobei Kanadier und Amerikaner in den Kampfeinheiten nicht nach Nationalitäten getrennt wurden, während das service battalion ausschließlich von Amerikanern gestellt wurde. Die Kandidaten sollten körperliche Fitness und Intelligenz mitbringen und an raues Klima gewöhnt sein. Die Mitglieder wurden neben dem üblichen Programm für Spezialeinheiten unter anderem im Fallschirmspringen, Klettern und Skifahren ausgebildet. Nach den ersten Monaten der Ausbildung zeichnete sich ab, dass der ursprüngliche Einsatzzweck der Einheit, Project Plough, von den Combined Chiefs of Staff nicht mehr weiterverfolgt wurde. Marshall konnte jedoch die Kanadier davon überzeugen, das Experiment einer gemeinsamen Spezialeinheit fortzusetzen. Auf die Ausrüstung mit M29 Weasel-Fahrzeugen wurde verzichtet und stattdessen eine hochmobile Einheit, die auf Angriffsaufgaben spezialisiert war, angestrebt. Amphibische Landungsoperationen wurden jetzt in das Trainingsprogramm aufgenommen.

### Einsätze

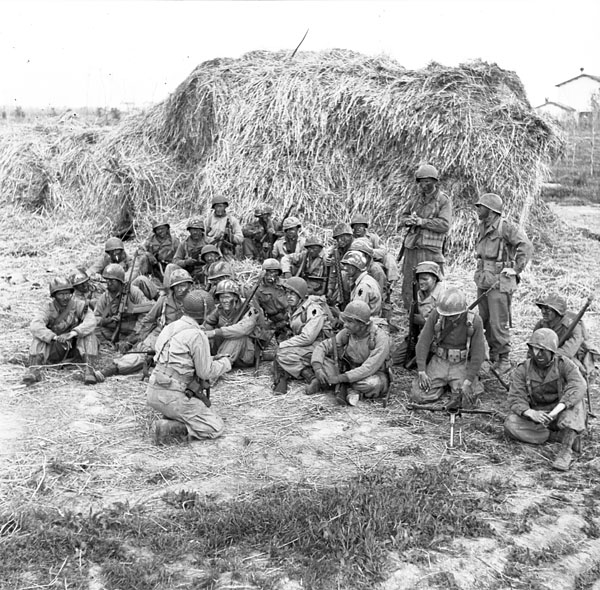
Angehörige der FSSF während der Schlacht von Anzio, April 1944

Ihren ersten Kampfeinsatz erlebte die FSSF im August 1943 bei der Landung auf dem zuvor von den Japanern evakuierten Kiska Island während der Schlacht um die Aleuten. Im Oktober 1943 wurde sie ins Mittelmeer verlegt, um die 5. US-Armee in Italien zu unterstützen. Hier wurde sie bei den Kämpfen um die Gustav-Linie und im Brückenkopf von Anzio eingesetzt. Nach der Befreiung von Rom wurde die FSSF aus der Front gezogen, um sich auf den Einsatz in Südfrankreich vorzubereiten.

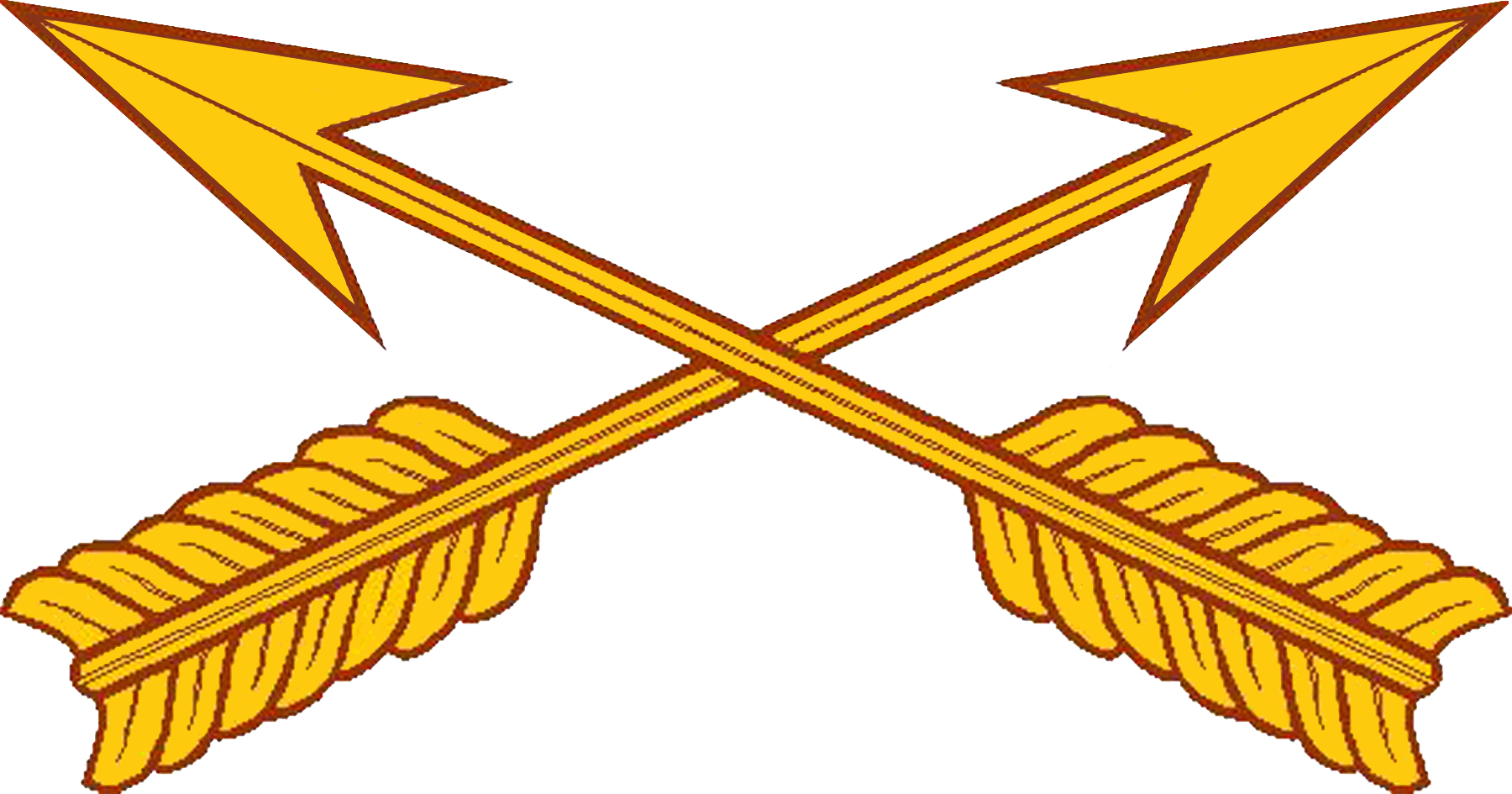
Das Waffengattungsabzeichen der Special Forces wurde zuvor von den United States Army Indian Scouts getragen.

Sie landete am 15. August 1944, dem D-Day der Operation Dragoon, auf den Îles d’Hyères vor der Côte d’Azur. Anschließend wurde sie auf das Festland transferiert und rückte entlang der Küste bis zur italienischen Grenze vor. Hier blieb sie bis Ende November 1944 eingesetzt, als sie zur Deaktivierung aus der Front gezogen wurde. Diese erfolgte am 5. Dezember bei Villeneuve-Loubet. Der größte Teil der Angehörigen wurde anschließend auf amerikanische und kanadische Luftlandeeinheiten verteilt, ein Teil der Amerikaner kam zum 474th Infantry Regiment (Separate).

## Filmische Verarbeitungen
Der amerikanische Kriegsfilm The Devil's Brigade („Die Teufelsbrigade“) von 1968 behandelt die Geschichte der Einheit und ihres ersten Einsatzes in Italien beim Kampf um den Monte la Difensa.
Die Figur des Aldo Raine (gespielt von Brad Pitt) in dem Film Inglourious Basterds (2009) von Quentin Tarantino wird als ehemaliger Oberleutnant der First Special Service Force dargestellt.